# Trididemnum vermiforme
Trididemnum vermiforme är en sjöpungsart som beskrevs av Kott 200. Trididemnum vermiforme ingår i släktet Trididemnum och familjen Didemnidae. Inga underarter finns listade i Catalogue of Life.